# Un Yankee à la cour du roi Arthur (film)
Pour plus de détails, voir Fiche technique et Distribution.
Un Yankee à la cour du roi Arthur (A Connecticut Yankee in King Arthur's Court) est un film américain réalisé par Tay Garnett, sorti en 1949.

## Fiche technique
- Titre original : A Connecticut Yankee in King Arthur's Court
- Titre français : Un Yankee à la cour du roi Arthur
- Réalisation : Tay Garnett
- Scénario : Edmund Beloin d'après Un Yankee à la cour du roi Arthur de Mark Twain
- Assistant réalisateur : assisté d'Oscar Rudolph et Alvin Ganzer (non crédité)
- Photographie : Ray Rennahan
- Montage : Archie Marshek
- Direction artistique : Roland Anderson, Hans Dreier et Albert Nozaki
- Décors : Sam Comer et Bertram C. Granger
- Costumes : Mary Kay Dodson et Edith Head (non créditée)
- Musique : Victor Young
- Production : Robert Fellows (en)
- Société de production et de distribution : Paramount Pictures
- Pays d'origine : États-Unis
- Format : Couleurs (Technicolor) - 35 mm - 1,37:1 - Mono (Western Electric Recording)
- Durée : 106 minutes
- Dates de sortie :
  - États-Unis : 7 avril 1949 (première à New York)
  - États-Unis : 22 avril 1949 (sortie nationale)
  - France : 16 décembre 1949

## Distribution
- Bing Crosby : Hank Martin
- Rhonda Fleming : Alisande La Carteloise
- Cedric Hardwicke : Roi Arthur
- William Bendix : Sagramor
- Murvyn Vye : Merlin
- Virginia Field : Fée Morgane
- Joseph Vitale : Sir Logris
- Henry Wilcoxon : Lancelot du Lac
- Richard Webb : Galaad
- Alan Napier : Bourreau
- Julia Faye : Lady Penelope
- Mary Field : Paysanne

Parmi les acteurs non crédités : 
- Charles Coleman : Richard
- Lester Dorr : Homme en ville
- John George : Paysan
- Olin Howland : Sam, le postier
- Olaf Hytten : Couturier
- Bob Morgan : Acolyte
- Dorothy Phillips : Femme en ville
- Paul Scardon : Homme aux cheveux blancs
- Frederick Worlock : Maire